# Tourtrol
Tourtrol är en kommun i departementet Ariège i regionen Occitanien i södra Frankrike. Kommunen ligger  i kantonen Mirepoix som ligger i arrondissementet Pamiers. År 2022 hade Tourtrol 247 invånare.

## Befolkningsutveckling
Antalet invånare i kommunen Tourtrol
Referens: INSEE